# Maleise purperspreeuw
De Maleise purperspreeuw (Aplonis panayensis) is een spreeuwensoort uit het Indisch Subcontinent en de Indische Archipel. Het is een algemene vogel die soms massaal in steden voorkomt. De vogel is een van de luidruchtigste vogelsoorten.

## Kenmerken
De Maleise purperspreeuw is 20 cm lang en geheel zwart met een groene metaalglans. Bij slechte lichtomstandigheden lijkt de vogel geheel zwart. Onvolwassen vogels zijn van boven bruin met zwarte streping en van onder bleekwit met duidelijke zwarte strepen. Opvallend zijn de felrode ogen.

## Verspreiding en leefgebied
De Maleise purperspreeuw komt voor van India tot aan het schiereiland Malakka, verder op de Grote Soenda-eilanden en de Filipijnen. Het is een vogel van bosranden, bossen langs de kust maar van cultuurlandschap en in steden, waar ze vaak in grote groepen overnachten.
De soort telt 13 ondersoorten:
- A. p. affinis: noordoostelijk India, Bangladesh en zuidwestelijk Myanmar.
- A. p. tytleri: de Andamanen en noordelijke Nicobaren.
- A. p. albiris: de centrale en zuidelijke Nicobaren.
- A. p. strigata: Malakka, Sumatra, Java en westelijk Borneo.
- A. p. altirostris: de eilanden nabij noordwestelijk Sumatra.
- A. p. pachistorhina: de eilanden nabij westelijk Sumatra.
- A. p. enganensis: Enggano nabij zuidwestelijk Sumatra.
- A. p. heterochlora: de Anambaseilanden en Natuna-eilanden, tussen Malakka en Borneo.
- A. p. eustathis: oostelijk Borneo.
- A. p. alipodis: de eilanden nabij oostelijk Borneo.
- A. p. gusti: Bali.
- A. p. sanghirensis: de eilanden nabij noordoostelijk Celebes.
- A. p. panayensis: Celebes en de Filipijnen.

## Status
De Maleise purperspreeuw heeft een groot verspreidingsgebied en daardoor alleen al is de kans op uitsterven uiterst gering. De grootte van de populatie is niet gekwantificeerd. Er is geen aanleiding te veronderstellen dat de soort in aantal achteruit gaat, en daarom staat deze purperspreeuw als niet bedreigd op de Rode Lijst van de IUCN.

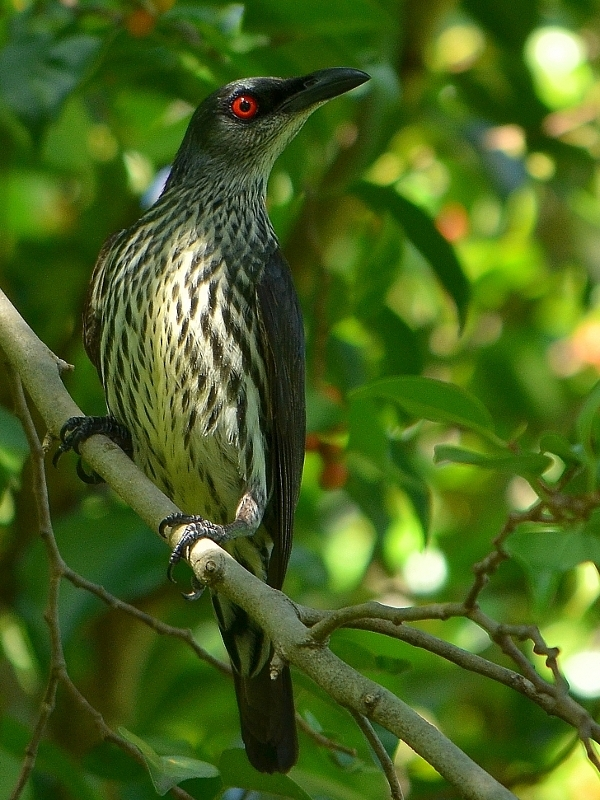
Onvolwassen Maleise purperspreeuw